# CreBeau
CreBeau（クレビュー、끄레뷰）は、韓国企業「ウィーシャーププラス」(We#) の化粧品ブランドである。

## 概要
販売会社のウェブサイトによると、同ブランドの化粧品はチベット高原の天然草で飼育された食用羊の胎盤（プラセンタ）エキスと真珠から抽出されたコンキオリンというタンパク質を含んだエキスを配合して製造されたもので、「低温酵素分解法」という方法を使って抽出したものを使用しているとしている。
ブランド名の由来は「美しさを創造する」という意味の「クリエイト・ビューティー」(Create Beauty) で、化粧品のほか、羊の胎盤エキスを配合した栄養飲料や羊毛布団などの販売も行われている。

## 歴史
販売会社のウェブサイトによると、羊の胎盤を利用した商品を製造する中国浙江省衢州市の「吾老七保健品有限公司」と1998年に提携を結んでいた韓国企業「ウィーシャーププラス」（提携当時は「ソクファ貿易」）が2003年、OEM供給された羊胎盤抽出液と真珠抽出液を用いた化粧品を「CreBeau」というブランド名で発売したのが始まりとしている。OEM供給は2009年時点で、韓国仁川市の化粧品受託製造会社「チャーミングコスメティック」社から受けている。

## 韓国国外での展開

### 日本
2008年12月に設立された東京都新宿区百人町に本社を置くインターネット関連会社「株式会社ACT」が、化粧品製造販売業の許可を受けている輸入代行業者を介して、2009年3月からオンライン販売をしていた。
2010年4月からは、東京都中央区銀座に本社を置く「CreBeau化粧品株式会社」が販売権利を持ち、引き続きオンライン販売をしている。
日本では、羊や牛など反芻動物の胎盤を原料に含んだ化粧品は、2000年以降、牛海綿状脳症 (BSE) に対する予防措置として一部を除き製造・輸入ともに禁止されているが、販売側は適正な処理をした上で、厚生労働省より輸入販売の許可を受けているとしている。

### 中華人民共和国
2009年2月11日、ウィーシャーププラスが資本金10万元（当時の為替レートで約2000万ウォン）で現地法人「睿姿麗（北京）化粧品有限責任公司」を北京市海淀区に設立し、それぞれ家族ぐるみで2009年春から韓国で同ブランドの代理店経営を始めていたアイドルグループ東方神起のシア・ジュンス、ミッキー・ユチョン、ヨンウン・ジェジュンの出資参画を受けたのち、事業展開を開始した。そして、直営店を3店舗開いたほかフランチャイズ事業も進め、2009年中には中国国内22都市で店舗展開をする計画であったが、2009年11月から同年12月にかけてフランチャイジー（加盟社）2社から立て続けにフランチャイズ詐欺に遭ったとして民事訴訟を起こされ、また同時期に現地商務当局より商業フランチャイズ経営管理条例に違反したとして行政処罰の事前通知を受けるなど受難に見舞われている。
2010年2月現在、北京市海淀区のショッピングモール「新中関購物中心」に入居していた本店は閉店となっており、公式ウェブサイトもサーバのデフォルト･ドキュメント「iisstart.htm」が表示されるのみで事実上、閉鎖状態となっている。

## 商品ラインアップ
（2009年5月現在）

### 化粧品
- リフレッシング トナー
- モイスチャライジング エマルジョン
- ウォーター アクティブ クリーム
- モイスチャライジング セラム エッセンス
- リペア アイ クリーム
- モイスチャライジング ナイト クリーム
- リフレッシング デイ クリーム
- ソフトタッチ サン クリーム SPF45
- BBクリーム
- ピュリファイング クレンジング ジェル
- ピュリファイング フォーム クレンジング
- スクラブ
- クリニック エンプル
- エッセンス マスク シート
- ピュリファイング マッサージ クリーム
- リペア ヘア シャンプー
- モイスチャライジング ハンド クリーム
- ピュリファイング ボディ クレンザー
- ピュリファイング ボディ スーザー

### 羊胎盤エキス
- 羊プラセンタエキス濃縮液
- トール ブレーナー

### ウール布団
- 純綿ウール布団シングル
- 純綿ウール布団クイーン